# ブリッツ資産運用シニア世界囲碁オープン
ブリッツ資産運用シニア世界囲碁オープン（ブリッツしさんうんよう シニアせかいいごオープン、블리츠자산운용 시니어 세계 바둑 오픈）は、囲碁のシニア棋士による国際棋戦。2025年に開催。
- 主催 韓国棋院
- 後援 ブリッツ資産運用
- 優勝賞金 3000万ウォン

## 方式
- 出場者は、男子プロ・アマチュア50歳以上、女子プロ40歳以上、女子アマチュア19歳以上の棋士で、プロ予選勝抜き12名、アマ予選勝抜き6名、スポンサーシード6名の、計24名。
- コミは6目半

## 結果
| 3回戦 - 李昌鎬（韓国） - 梁建（韓国） - 趙惠連（韓国） - 依田紀基（日本） - 劉昌赫（韓国） - 李多慧（韓国） - 柳時熏（日本） - 徐能旭（韓国） | 準決勝 - 李昌鎬 - 趙恵連 - 劉昌赫 - 柳時熏 | 決勝戦 - 李昌鎬 - 劉昌赫 |